# Common ISDN Application Programming Interface
Common ISDN Application Programming Interface (abbreviato CAPI) è una interfaccia software conforme agli standard ISDN.
Ne esistono implementazioni per diversi sistemi operativi come Linux e Microsoft Windows.

## Storia
Venne progettata dal 1989 dalle aziende manifatturiere tedesche AVM, Systec e Stollmann. Dal 1991 CAPI è stato poi ulteriormente sviluppato dalla CAPI Association e.V..

Attraverso l'ETSI CAPI 2.0 è stato introdotto come standard ETS 300 324 (Profile B).

## Caratteristiche
L'interfaccia CAPI nella sua release attuale (CAPI 2.0) supporta una varietà di protocolli di segnale sul canale D (D channel), ad es. DSLAM1 e FTZ 1 TR 6.
L'interfaccia opera in modalità  OSI tra il livello 3 e 4, ma controlla solo i layer da 1 a 3.

## Utilizzo
Con l'ausilio dell'interfaccia software CAPI i software per computer destinati all'uso con ISDN possono essere capaci di usare schede/chip ISDN, senza dover conoscere le specifiche tecniche di programmazione del dispositivo.
In origine CAPI è stato progettato per trasferire i dati su ISDN. Le specifiche tecniche sono state estese molte volte, in tal modo è diventato importante per la fornitura di servizi voce e fax per la comunicazione. 
Poiché anche il trasferimento di dati su reti basate sul protocollo IP è fondamentale in epoca moderna, CAPI viene utilizzato principalmente nel campo delle applicazioni vocali (voice mail, Interactive voice response (IVR), call-center, sistemi di video conferenza ecc.), per server fax e sistemi abbinati Unified Messaging (UMS).
Oltre i più diffusi protocolli di segnalazione ISDN per le implementazioni di CAPI per ATM, GSM e Voip (H.323 e SIP) esistenti, le applicazioni CAPI possono essere utilizzate direttamente sul versante delle infrastrutture di comunicazione.
Estensioni speciali per le specifiche del protocollo sono state definite diversi anni fa per ATM. Estensioni specifiche per VoIP (codec negotiation, advanced addressing ecc.) sono già molto avanzate e saranno disponibili a breve.